# Newbury (condado de Orange, Vermont)
Newbury es una villa ubicada en el condado de Orange en el estado estadounidense de Vermont. En el año 2010 tenía una población de 365 habitantes y una densidad poblacional de 27.8 personas por km².

## Geografía
Newbury se encuentra ubicada en las coordenadas 44°4′52″N 72°3′30″O / 44.08111, -72.05833.

## Demografía
Según la Oficina del Censo en 2000 los ingresos medios por hogar en la localidad eran de $27,115 y los ingresos medios por familia eran $41,071. Los hombres tenían unos ingresos medios de $27,500 frente a los $23,000 para las mujeres. La renta per cápita para la localidad era de $16,043. Alrededor del 14.4% de la población estaban por debajo del umbral de pobreza.